# Campanula moravica
Campanula moravica — вид рослин з родини дзвоникових (Campanulaceae); населяє південно-східну й південно-центральну Європу.

## Опис
Багаторічна трав'яниста рослина з товстим деревним кореневищем діаметром 6–15 мм. Стебла (15)20–50(75) см заввишки, жорсткі, внизу густо листяні, запушені або голі в нижній половині, майже безлисті вгорі. Віночок світло-блакитного кольору. Капсули завдовжки 5–7 мм.

## Поширення
Населяє південно-східну й південно-центральну Європу.